# Diego Gutiérrez (singer-songwriter)
Diego Gutiérrez (25 september 1974) is een Cubaanse singer-songwriter. In 2018 werd Gutiérrez voor zijn album Palante el Mambo! genomineerd voor de Latin Grammy Award for Best Tropical Fusion Album.

## Vroege jaren
Diego Gutiérrez werd geboren in Ciego de Ávila, waar hij zijn kindertijd en adolescentie doorbracht. Zijn broers leerden hem gitaar spelen, omdat hij zelf autodidact was, en al snel begon hij de Trova Tradicional Cubaanse klassiekers te zingen en ook de liedjes van de Nueva Trova beweging. Van jongs af aan kreeg hij de invloeden van de Cubaanse country en populaire muziek mee via de oude vinyls die hij thuis beluisterde en die een stempel drukten op zijn toekomstige composities.
Hij begon zijn eigen liedjes te schrijven aan de centrale universiteit van Las Villas, waar hij een krachtige culturele beweging aantrof die hem inspireerde en dreef om serieus na te denken over de ontwikkeling van zijn muzikale carrière, terwijl hij Engelse taal en literatuur studeerde. Eerst raakte hij bekend bij een groeiend publiek via festivals voor amateurmusici, waar hij verschillende prijzen won, en later via concerten en tournees door zijn land.

## Carrière
In 1997 richtte hij samen met andere collega-troubadours in Santa Clara de site voor zang-liedjesschrijvers La Trovuntivitis op, gevestigd in El Mejunje. Dit is een iconisch cultureel centrum in Cuba, waaruit nieuwe generaties muzikanten, singer-songwriters en kunstenaars zijn voortgekomen. Ook richtten zij rond hetzelfde jaar samen het nationale festival van trovadours "Longina" op.
Hij is uitgenodigd om het podium te delen met bekende singer-songwriters uit Cuba zoals Carlos Varela, David Torrens, Santiago Feliú en andere belangrijke muzikanten en nam deel aan een concert op uitnodiging van Manu Chao, samen met La Trovuntivitis, als onderdeel van een Cubaanse tournee van deze artiest.
In 2006 nam Gutiérrez zijn eerste studioalbum op met de titel De cero, dat drie nominaties en twee Cubadisco Awards opleverde.
Hij nam op uitnodiging deel aan het World Festival of Youth and Students in Algiers 2001 en in Caracas 2005. Hij werd uitgenodigd voor de 2009 editie van BarnasantsInternationaal singer-songwriters festival in Barcelona en gaf later een reeks concerten in Sevilla, Valencia en Madrid.
Voor zijn tweede studioalbum getiteld Palante el Mambo! ontving hij een Cubadisco Award en een nominatie voor de Latin Grammy Awards in 2018.
In 2019 lanceerde hij zijn derde studio release getiteld Piloto automático.
Als resultaat van zijn werk door de jaren heen het op muziek zetten van de verzen van verschillende schrijvers uit Villa Clara, bracht Diego Gutiérrez in 2021 zijn meer recente album Viaje al Centro de la Tierra uit.
Gutiérrez heeft zijn werk naar Verenigde Staten, Spanje, Verenigd Koninkrijk, Argentinië, Zwitserland, Mexico, Venezuela , Cyprus, Algerije en Bolivia als onderdeel van tournees, festivals en concerten.
Hij is lid van de Latin Academy of Recording Arts & Sciences.

## Discografie

### Studioalbums
- 2006: De cero
- 2018: Palante el Mambo![8]
- 2019: Piloto automático[9]
- 2021: Viaje al Centro de la Tierra[10]

### Live-album
- 2008: Demasiado Diego Live opgenomen in Centro Pablo de la Torriente Brau, La Habana

### Diverse artiesten albums en anthologieën
- 2001: Trov@nónima.cu.
- 2003: Acabo de soñar. Gedichten van José Martí gezongen door jonge Cubaanse troubadours .[11]
- 2005: A guitarra limpia. Antología 4 (collectief werk)
- 2006: Te doy una canción Vol.1. Hommage aan Silvio Rodríguez
- 2007: Décimas del gato Simón. Gedichten van Josefina de Diego.
- 2009: Del verso a la canción. Diverse artiesten.
- 2018: La Trovuntivitis.[12]
- 2022: La Nueva Trova y más. 50 años. Vol.9[13]

- International Standard Name Identifier: 0000 0005 0718 4225
- MusicBrainz: 0e0057aa-9cfc-4b12-a53a-8cd502462057
- ORCID: 0000-0002-9206-6466
- WorldCat: E39PD3hGWq9r44wRc96F7dbFfC